# Stadio Guido Biondi
Lo stadio Guido Biondi è lo stadio principale della città di Lanciano.
La struttura è principalmente destinata al calcio, ma è spesso sede dei campionati nazionali di ciclismo su pista, grazie al suo importante velodromo.

## Storia
La costruzione dell'impianto è stata deliberata dal consiglio comunale di Lanciano nel dicembre del 1951, ma è stata completata solo al termine degli anni '60: le prime gare ufficiali di ciclismo sul velodromo sono state disputate nel 1965; la prima partita ufficiale di calcio dell'allora Pro Lanciano è stata disputata il 21 settembre 1969.
Il velodromo è intitolato al ciclista Alessandro Fantini, mentre lo stadio è intitolato dal 2001 al calciatore Guido Biondi scomparso nel 1999, e unico lancianese ad aver giocato in Serie A, dove ha militato in Catania e Perugia. In precedenza lo stadio non aveva mai avuto una intitolazione ufficiale, ma col tempo si era affermata quella Cinque Pini perché vicino al campo sorgono appunto cinque pini.
L'unico settore coperto è la tribuna centrale, mentre quello destinato agli ospiti è la curva nord poiché nella sud prendono posto i tifosi di casa.
Il 14 aprile 2011 il Biondi è stato teatro della finale di Coppa Italia Serie D, disputata tra Perugia e Turris.
In campo internazionale, invece, l'11 maggio 2004 ha ospitato una partita amichevole della Nazionale Italiana Under 21 vinta per 3-1 contro la Polonia, mentre nel 2009 alcune partite della XVI edizione dei Giochi del Mediterraneo.

## Partite internazionali

### Torneo di calcio ai XVI Giochi del Mediterraneo 2009
- Libia -  Montenegro 0-0 (1ª giornata del gruppo C, 25 giugno)
- Montenegro -  Libia 0-0 (2-4 dcr) (2ª giornata del gruppo C, 29 giugno)
- Montenegro -  Tunisia 0-0 (2-4 dcr) (finale 7/8º posto, 3 luglio)

### Amichevoli
| Arbitro: | Sokol Jareci |

|                           |            |                 |
| Rosina 6, 82’ Bianchi 45’ | Marcatori  | 75’ Kwiek       |
| Claudio Gentile           | Allenatori | Władysław Żmuda |

## Settori
| Settore                  | Posti |
| ------------------------ | ----- |
| Curva Sud Ezio Angelucci | 1415  |
| Curva Nord Ospiti        | 1296  |
| Distinti                 | 1316  |
| Tribuna Belvedere        | 1721  |
| Totale complessivo       | 5544  |